# Unitymedia
Die Unitymedia GmbH war ein deutscher Kabelnetzbetreiber mit Sitz in Köln, der ursprünglich 2005 durch den Zusammenschluss von iesy, ish und Tele Columbus West entstand. Von 2009 bis 2019 war das Unternehmen über die niederländische UPC Germany Holding BV eine Tochtergesellschaft von Liberty Global. Im Jahr 2011 wurde der Kabelnetzbetreiber Kabel BW von Liberty Global übernommen und beide Unternehmen am 8. August 2012 unter der Holding Unitymedia KabelBW GmbH zusammengeführt. Im Dezember 2018 wurde bekannt, dass Liberty Global das Tochterunternehmen ausgenommen haben soll. Liberty hat in einem Zeitraum von acht Jahren 3,8 Milliarden Euro bei Unitymedia abgeschöpft. Der damalige Kaufpreis betrug 2,1 Milliarden Euro. Im selben Zeitraum zahlte Unitymedia in Deutschland nur gut 50 Millionen Euro an Unternehmensteuern. Die damalige Muttergesellschaft hat Unitymedia die Zinsen für die Übernahmekredite und mehr in Rechnung gestellt. Seit der Einstellung der Marke Kabel BW zum 1. April 2015 verwendete das Unternehmen ausschließlich Unitymedia als Firmierung und Marke. Das Unternehmen hatte 7,1 Millionen Kunden in den Bundesländern Baden-Württemberg, Hessen und Nordrhein-Westfalen. 6,4 Millionen Kunden haben Kabelfernsehen, 3 Millionen Telefon und 3,2 Millionen Internet bei 12,9 Millionen per Kabel versorgbaren Haushalten.
Am 9. Mai 2018 gab die Muttergesellschaft Liberty Global bekannt, dass Unitymedia an die Vodafone Group verkauft wird. Mit der Fusion von Vodafone und Unitymedia ist eine Monopolstellung beim Kabelfernsehen in Deutschland entstanden. Der hochprofitable Verkauf an Vodafone ist für Liberty Global weitgehend steuerfrei abgelaufen. Die Zustimmung der Wettbewerbsbehörden sowie der EU-Kommission zur Fusion wurde am 18. Juli 2019 erteilt. Auf die EU-Genehmigung folgte am 1. August 2019 das sogenannte Closing, also der Vollzug des Kaufvertrages, womit Unitymedia seitdem eine 100-prozentige Tochtergesellschaft von Vodafone war.
Am 1. Februar 2020 wurde die Marke Unitymedia eingestellt. Aus der Unitymedia GmbH wurde die Vodafone West GmbH.

## Geschichte

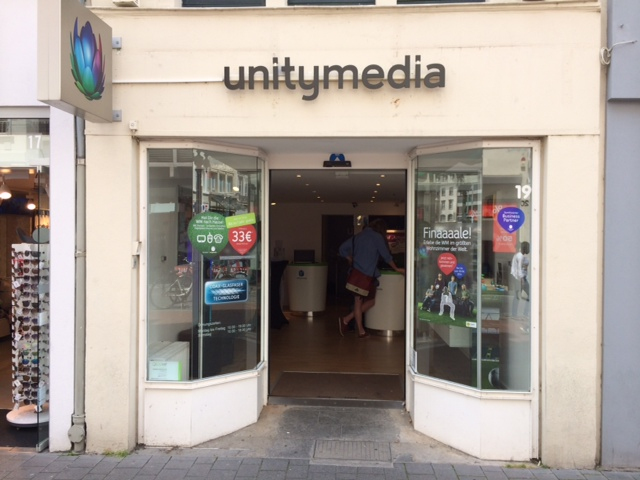
Unitymedia Store in Bonn (2014)

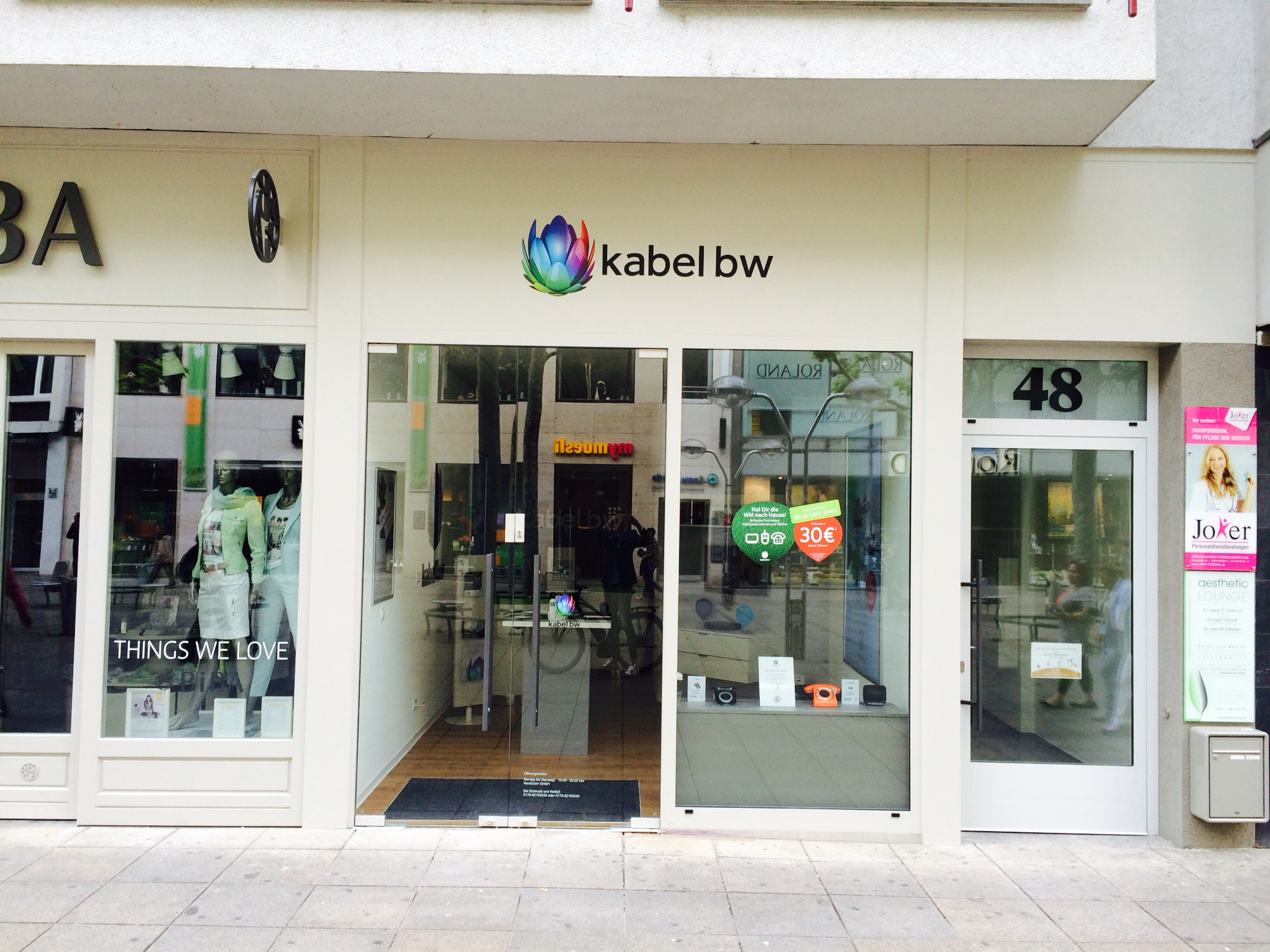
Kabel BW Store in Stuttgart (2014)

Bereits 2004 wollte Kabel Deutschland die Netzbetreiber ish aus Nordrhein-Westfalen, iesy aus Hessen und Kabel Baden-Württemberg für insgesamt 2,7 Milliarden Euro übernehmen. Mit der Fusion wäre das Unternehmen zum alleinigen Anbieter von Kabelfernsehen geworden, weshalb das Bundeskartellamt sie damals in der vorgesehenen Form ablehnte. Etwa ein Jahr später wurde bekannt, dass iesy sich wiederum für eine Übernahme von ish entschieden hatte. Durch diesen Schritt entstand der zweitgrößte deutsche Kabelnetzbetreiber. Zudem kündigte iesy an, auch die Anteile an Tele Columbus zu erwerben. Das Bundeskartellamt genehmigte die Übernahme, jedoch verkaufte man Teile von Tele Columbus im September 2006 wieder an Orion Cable. Lediglich die Tele-Columbus-Kunden aus Baden-Württemberg und Nordrhein-Westfalen blieben bei der Holding namens „Unity Media“.
Diese Bezeichnung wurde 2007 zum offiziellen Namen des Unternehmens, die Marken ish und iesy verschwanden vom Markt. Außerdem vereinheitlichte man die Produktpalette und stellte das erste Triple-Play-Paket vor. 2009 gab Liberty Global bekannt, Unitymedia für 3,65 Milliarden Euro zu übernehmen. Als Alternative hatten die bisherigen Eigentümer Apollo Management und BC Partners nach Medienberichten auch einen Börsengang des Unternehmens erwogen. Zum Zeitpunkt der Übernahme verzeichnete Unitymedia 6,4 Millionen Kunden. Anfang der 2000er Jahre wollte Liberty Global bereits das gesamte Kabelnetz der Deutschen Telekom erwerben, was die Kartellbehörden jedoch verhinderten.
Zum 30. September 2010 hatte Unitymedia rund 4,5 Mio. Basiskabelanschlusskunden (inklusive 1,5 Mio. Digital-TV-Abonnenten), 726 Tsd. Internet-Abonnenten und 726 Tsd. Telefonie-Abonnenten. Das Breitbandkabelnetz von Unitymedia erreichte über 8,8 Mio. Haushalte.
Im März 2011 kündigte Liberty Global an, nach Unitymedia auch Kabel BW zu übernehmen. Beide Kabelnetzbetreiber wurden Mitte 2012 unter dem Namen Unitymedia KabelBW zusammengeführt. Unitymedia und Kabel BW blieben als Marken des neuen Unternehmens zunächst erhalten. Im Dezember 2012 genehmigte das Bundeskartellamt die Fusion von Unitymedia und Kabel BW unter Auflagen. Beispielsweise musste Wohnungsunternehmen ein außerordentliches Kündigungsrecht eingeräumt werden. Die Deutsche Telekom und NetCologne legten Beschwerde gegen die Entscheidung der Kartellbehörden ein. Unter anderem argumentierte man, die erteilten Auflagen seien für einen funktionierenden Wettbewerb nicht ausreichend. Das Oberlandesgericht Düsseldorf akzeptierte die Beschwerde und hob die Entscheidung des Bundeskartellamts im August 2013 nachträglich auf. Der Zusammenschluss der beiden Kabelnetzbetreiber sollte noch einmal durch das Bundeskartellamt geprüft werden.
Das Unternehmen legte Rechtsmittel vor dem Bundesgerichtshof ein. Im Februar 2015 wurde schließlich bekannt, dass Unitymedia KabelBW sich mit der Deutschen Telekom und Netcologne außergerichtlich geeinigt habe. Die beiden Konkurrenten nahmen ihre Beschwerde gegen den Zusammenschluss der Kabelnetzbetreiber zurück. Damit wurde das Urteil des Oberlandesgerichts Düsseldorf gegenstandslos. Im Zuge der Einigung zahlte Liberty Global der Deutschen Telekom und Netcologne 183 Millionen Euro. Anschließend vereinheitlichte das Unternehmen seinen Markenauftritt, sodass auch in Baden-Württemberg alle Produkte unter dem Namen „Unitymedia“ statt „Kabel BW“ angeboten werden. Neben den Unitymedia-Produkten gibt es noch die Billigmarke eazy eine 100 % Tochter von Unitymedia.
Ab 2014 war der Kabelnetzbetreiber Sponsor von Borussia Dortmund. Darüber hinaus wurden noch die Basketballmannschaften der White Wings Hanau sowie die RheinStars Köln, die SAP Arena in Mannheim, der BusinessRun Cologne, die ZOOM Erlebniswelt in Gelsenkirchen und seit Mai 2018 den VfL Bochum 1848 eSport unterstützt.

Logos
2005 bis 2007
2007 bis 2011
2012
Bis 2015
2015 bis 2020

## Standorte

Netz des Unternehmens (2014)

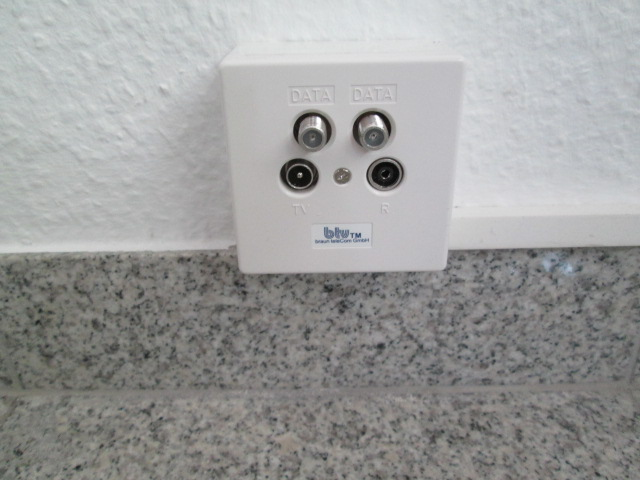
4-Loch-Multimediadose (MMD)

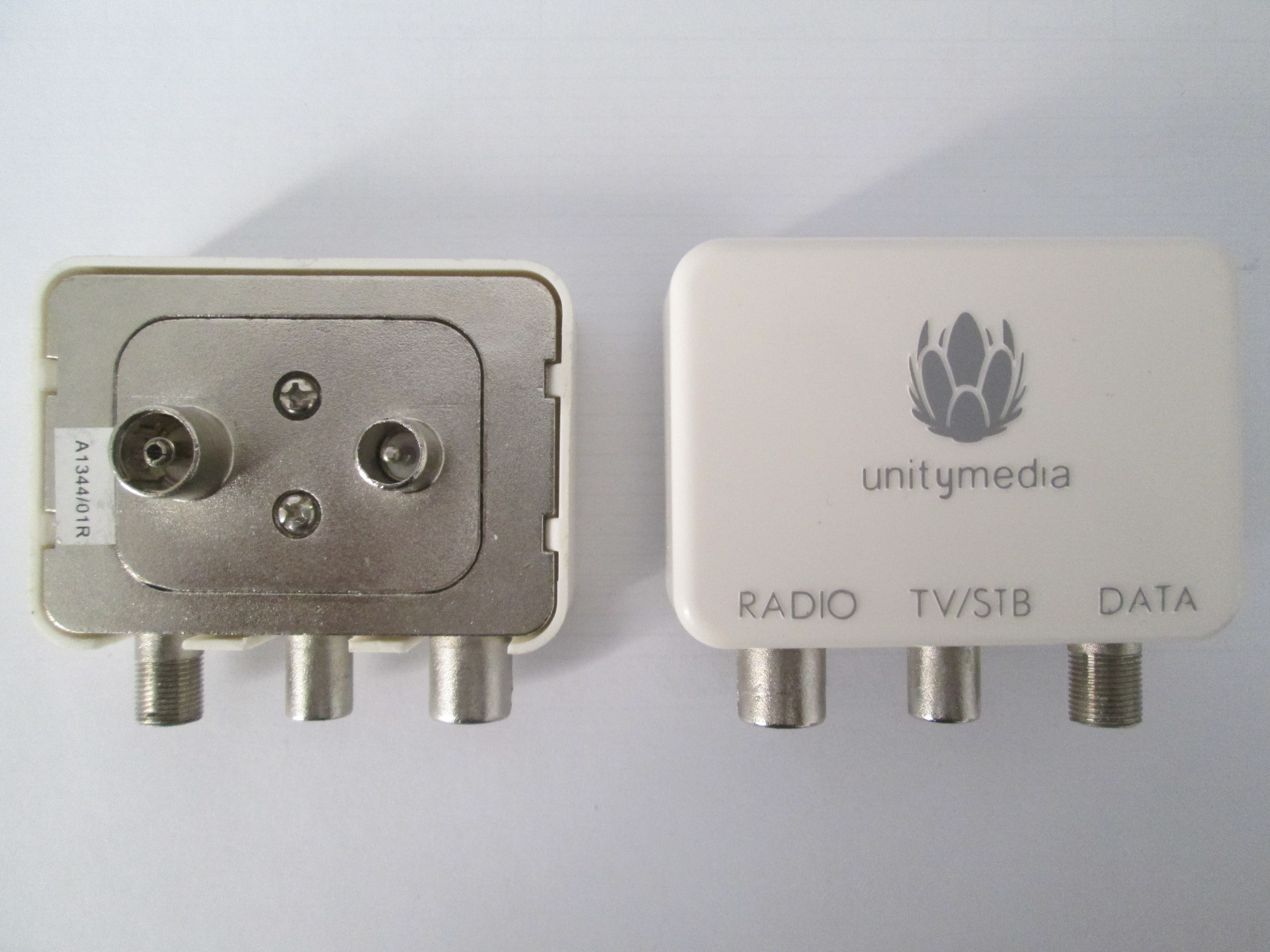
UM Push-on-Adapter (POA)

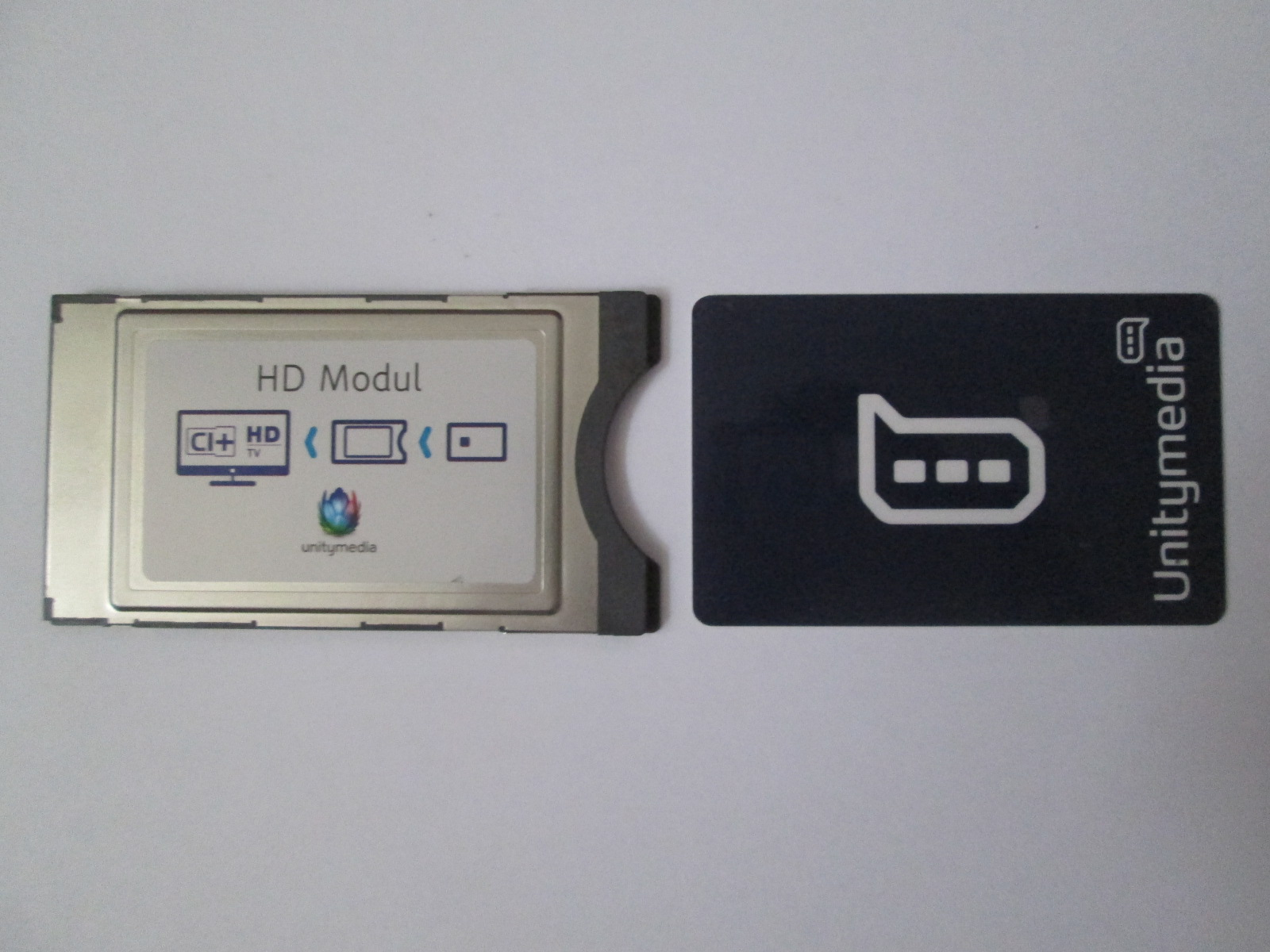
HD Modul & Smartcard „UM02“

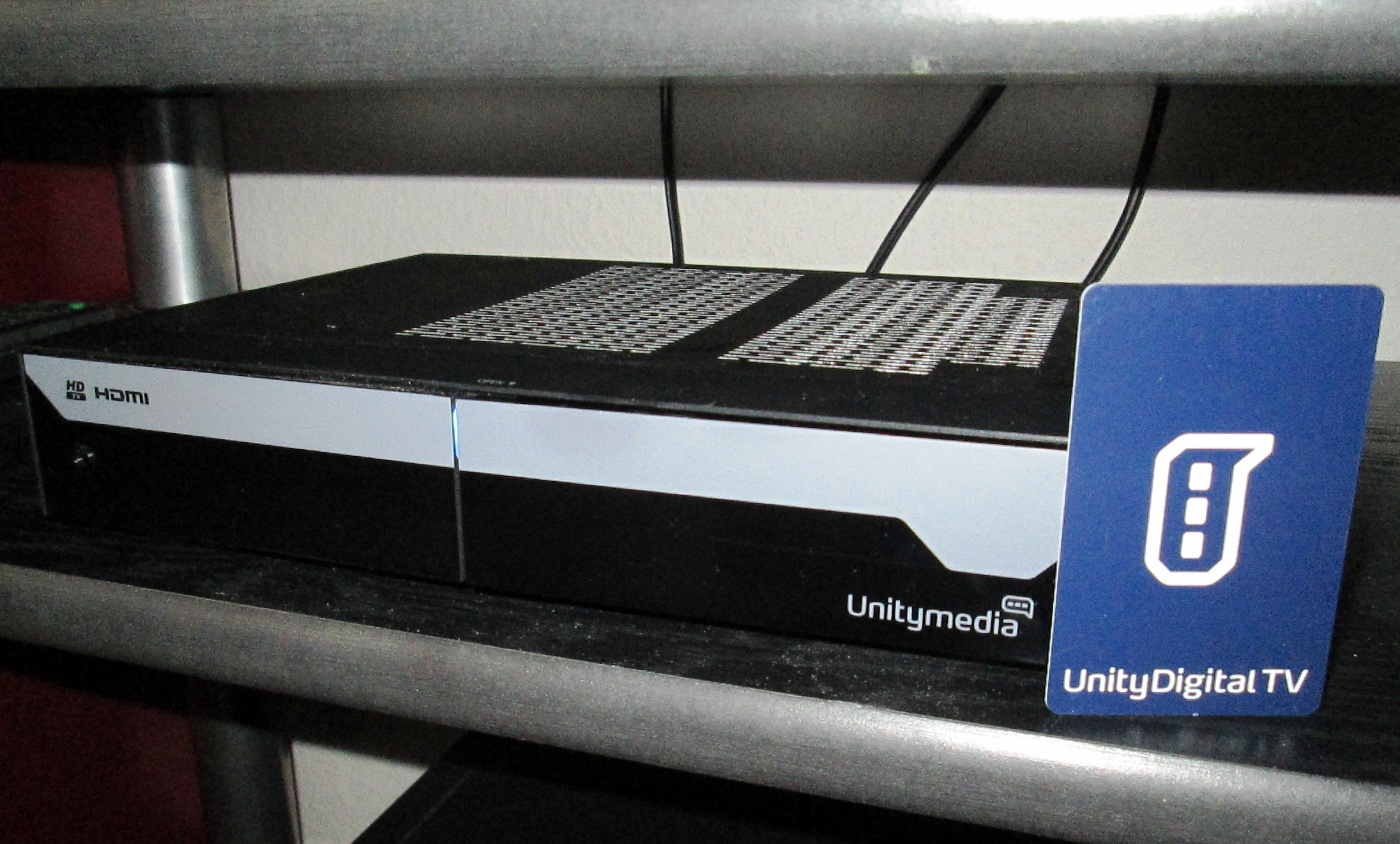
HD Receiver (UM-C5120) und Smartcard (2013)

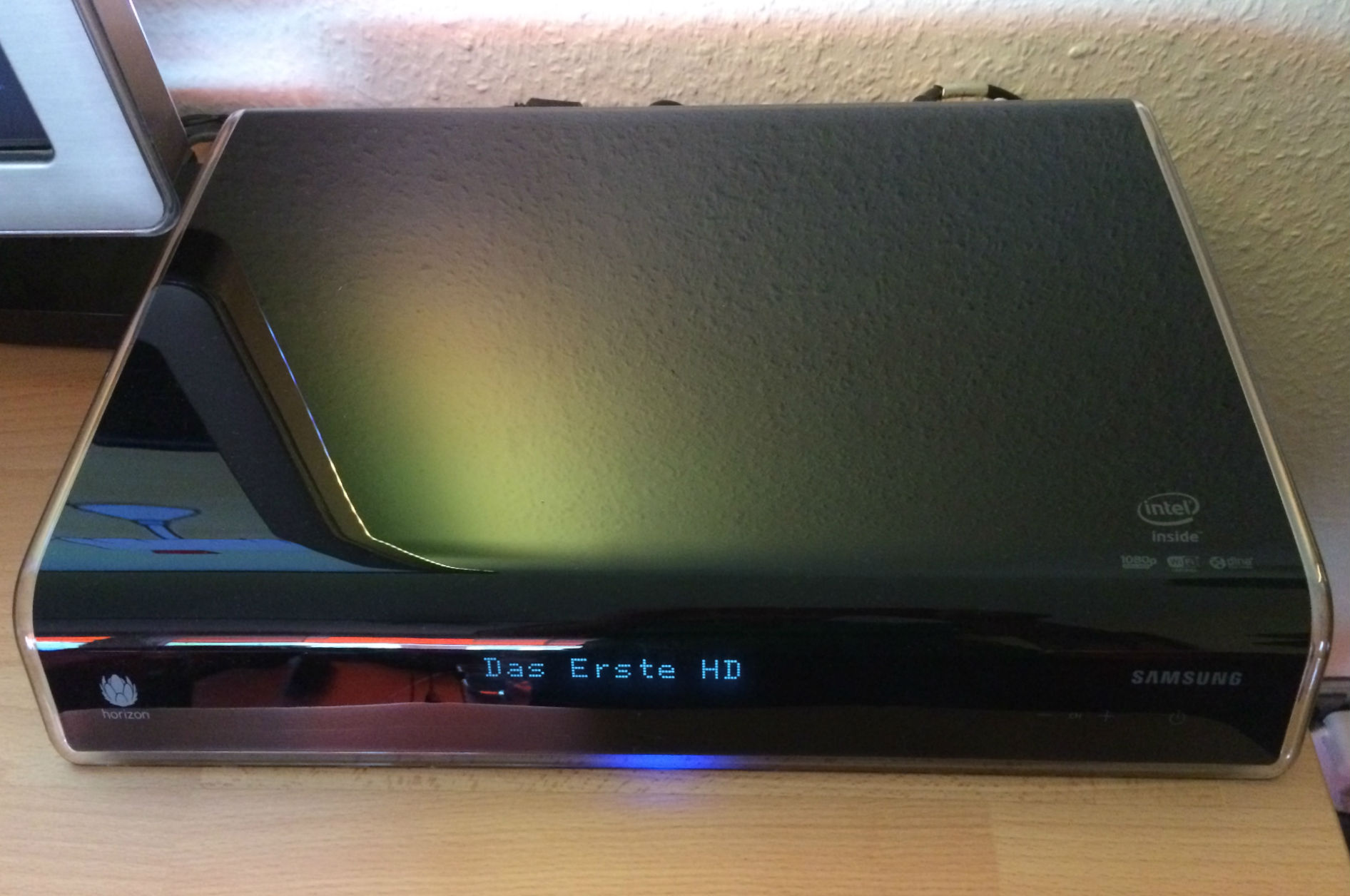
Horizon HD Recorder (2014)

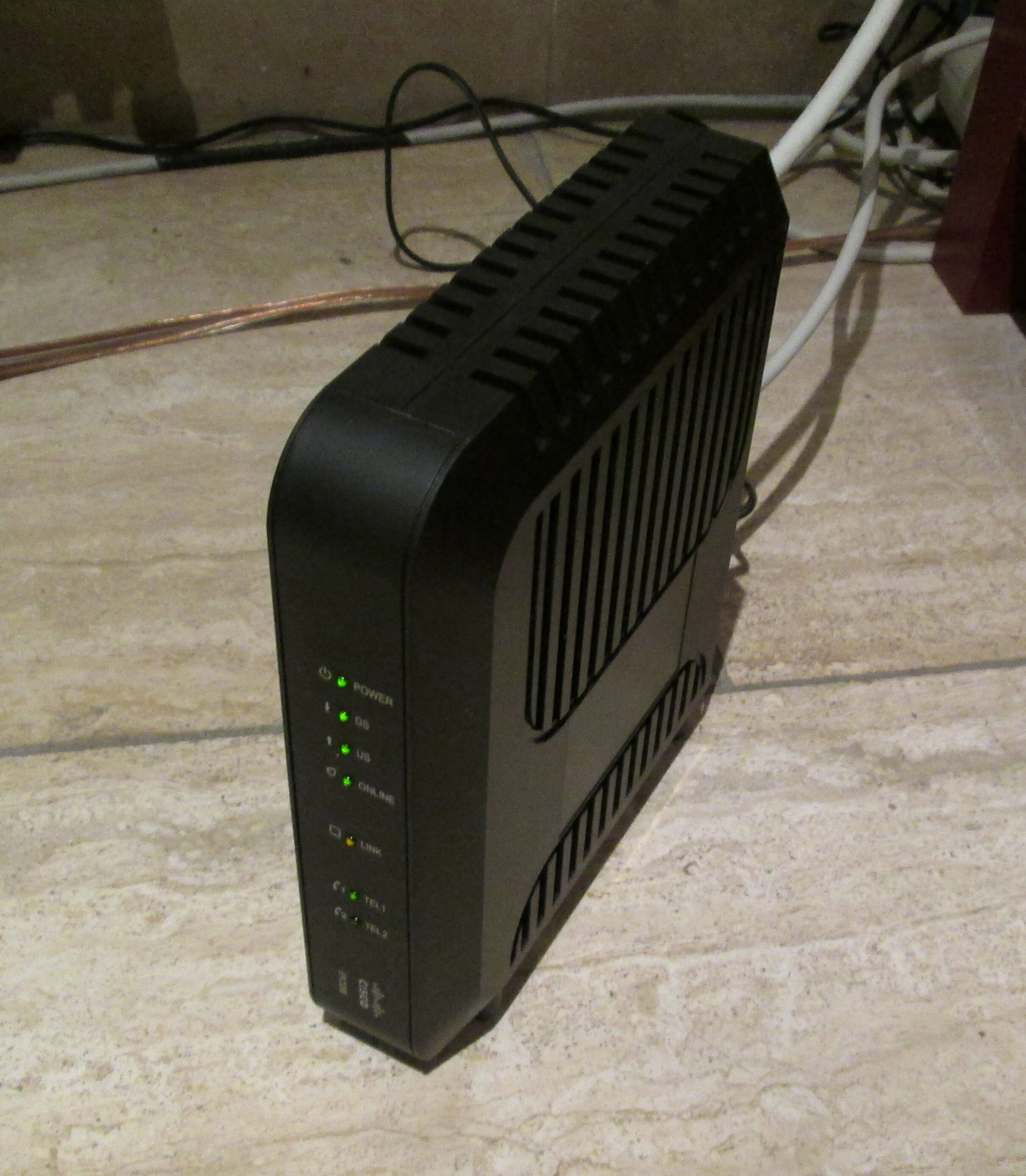
DOCSIS 3.0 Kabel-Gateway mit eingebautem DHCP-Server von Cisco Systems (2012)

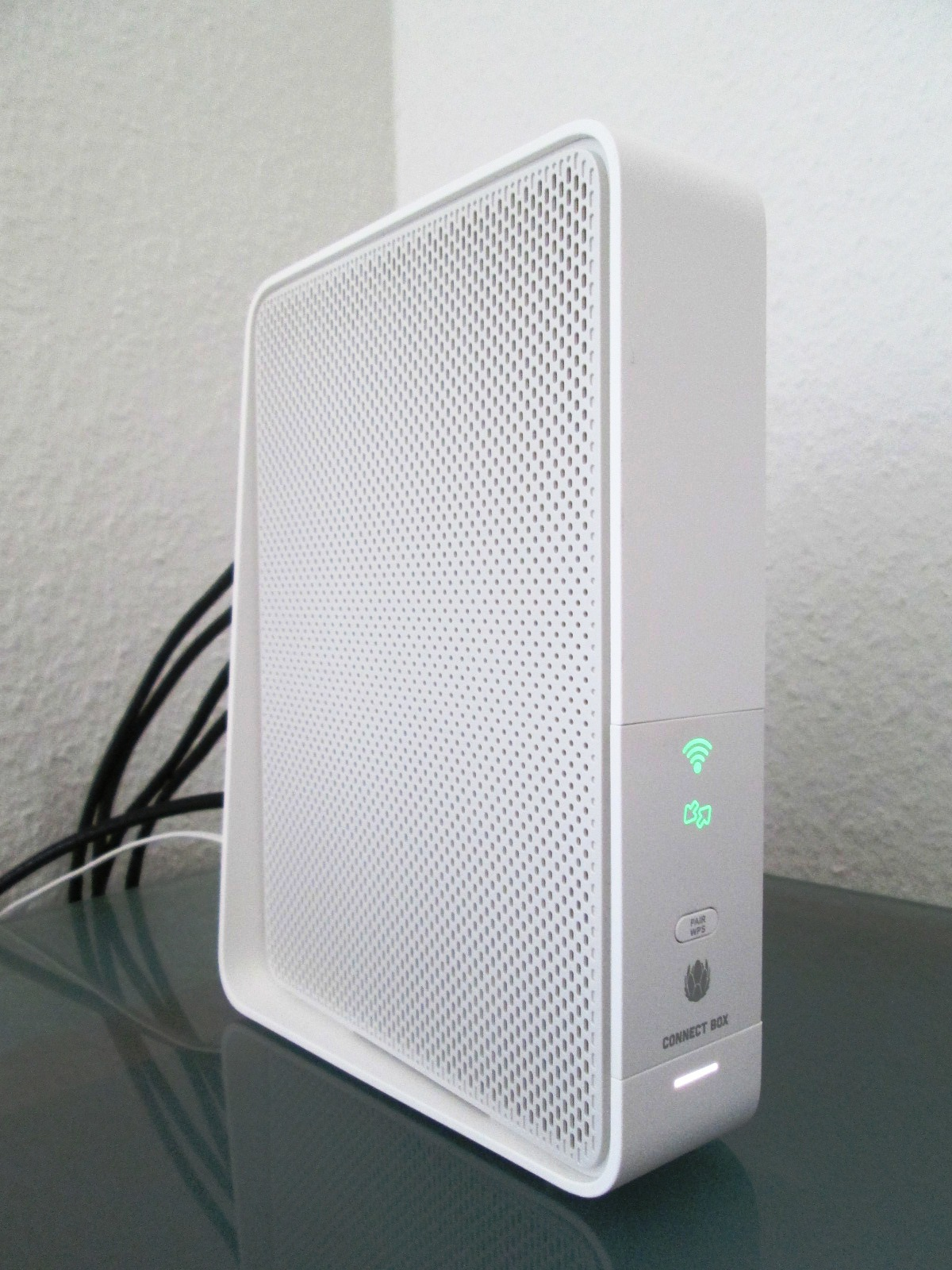
Highspeed-Kabelroutermodem Connect-Box mit verbesserter WLAN-Funktion (2016)

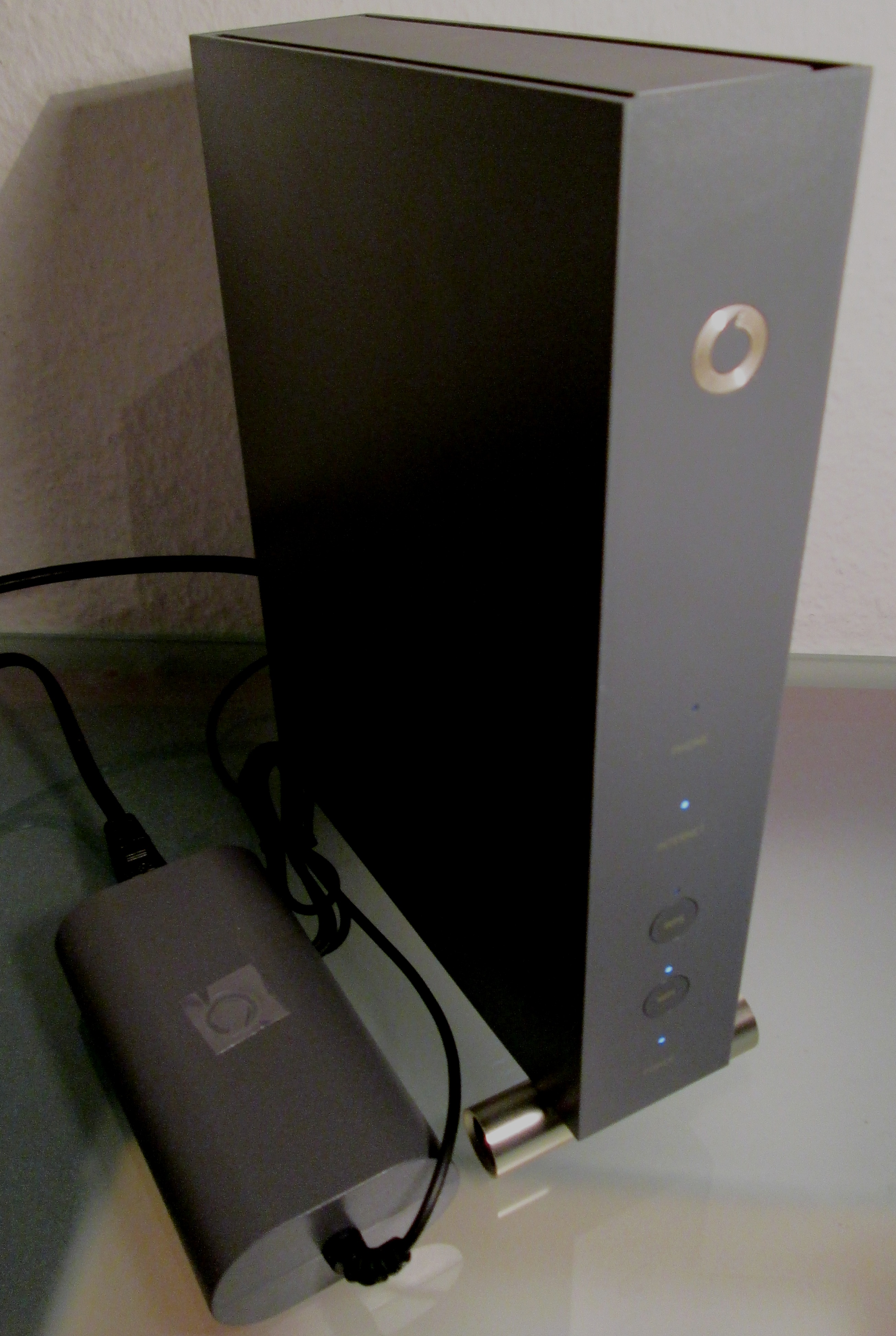
Neues Kabelroutermodem Vodafone-Station mit DOCSIS 3.0 und 3.1 (2019)

In den Bundesländern Nordrhein-Westfalen, Hessen und Baden-Württemberg sind 12,9 Millionen Haushalte an das Netz von Unitymedia angeschlossen. Die Zentrale des Unternehmens befindet sich an der Aachener Straße Nr. 746–750 in Köln-Müngersdorf in direkter Nachbarschaft zum Rheinenergiestadion. Das technische Zentrum ist in Kerpen an der A4 angesiedelt, es kümmert sich als Playoutcenter vor allem um den Betrieb des Kabelnetzes. Der Kundendienst für Privatkunden wird von Bochum aus bereitgestellt, für Geschäftskunden dagegen aus Heidelberg. Weitere Standorte von Unitymedia sind Stuttgart und Villingen-Schwenningen. In Heidelberg befand sich die Zentrale von Kabel BW. Außerdem war das Unternehmen bis 2012 im hessischen Marburg aktiv, jedoch wurde die Niederlassung dort im Zuge der Fusion zwischen Unitymedia und Kabel BW geschlossen. Sie wird mittlerweile von einem anderen Betreiber weitergeführt.

## Netz
Das Coax-/Glasfaserleitungs-Netz bzw. Hybrid-Fibre-Coax-Netz (kurz HFC) von Unitymedia erstreckt sich von Bielefeld, Münster und Dortmund im Norden, über Fulda, Frankfurt am Main und Heidelberg bis Reutlingen, Ulm sowie Freiburg im Süden. 2010 wurde damit begonnen, das Kabelnetz mit dem Breitbandstandard EuroDOCSIS 3.0 aufzurüsten. Mittlerweile sind 98 Prozent aller 12,7 Millionen erreichbaren Haushalte damit ausgestattet. 2011 stellte Unitymedia als erster deutscher Kabelnetzbetreiber einen Internetanschluss mit mehr als 100 Mbit/s bereit. Unitymedia bot mit EuroDOCSIS 3.0 Downloadraten bis zu 400 Mbit/s an, theoretisch sind mit dem Standard bis zu 600 Mbit/s im Download möglich. Je nach Tarif wurden beim Upload bis zu 40 MBit/s angeboten.
Mit der Umstellung auf EuroDOCSIS 3.1 wurden bis zu 1 Gbit/s im Download und 50 Mbit/s im Upload erreicht. Ein Unitymedia-Kunde generierte 2017 durchschnittlich 90 GB Traffic pro Monat. Das gesamte Datenvolumen im Unitymedia-Netz nimmt jährlich um 50 % zu. Dennoch wurden Anschlüsse mit hohem Datenaufkommen nicht gedrosselt.
In sehr wenigen Fällen wurden Geschäftskunden zusätzlich zum HFC auch reine Fibre-Anschlüsse angeboten. Hierbei waren bis zu 10.000 MBit/s (10 GBit/s) sowohl im Download als auch im Upload möglich. Hierfür wurden neue Glasfaser-Verbindungen bis zum jeweiligen Kunden verlegt.

## Produkte
Unitymedia bietet über sein Breitbandkabelnetz verschiedene Kommunikations- und Unterhaltungsdienste an. Neben Fernseh- und Radio-Programmen bietet das Unternehmen seit den frühen 2000er Jahren auch Internet- und Telefonanschlüsse an, die als Alternative zum DSL-Anschluss positioniert werden.
In den letzten Jahren rückt Unitymedia kombinierte Angebote in den Mittelpunkt. Immer mehr Kunden entschieden sich für die Kombitarife des Unternehmens. Sie beinhalten entweder Internet und Telefonie (2-play) oder Fernsehen, Internet und Telefonie (3-play). Diese Strategie wurde mit dem HD-Recorder (HDC-601 DER) des Herstellers EchoStar und insbesondere mit der Horizon-Plattform, die Unitymedia im Jahr 2013 einführte, weiter forciert. Für Geschäftskunden bietet Unitymedia unter der Marke „Unitymedia Business“ Tarife, die Internet und Telefonie kombinieren. Ihnen stehen auch (je nach Verfügbarkeit) individuelle Glasfaseranschlüsse und symmetrische Bandbreiten zur Verfügung.
Technische Voraussetzungen
Das Unternehmen stellt hierzu folgende Komponenten zur Verfügung:
- eine Multimediadose (MMD) mit drei bzw. vier Anschlüssen für Fernsehen, Radio und Datenkommunikation oder einen entsprechenden Adapter (POA).
- für Internet & Telefon: ein Kabelmodem bzw. Kabelroutermodem, welches die Verbindung vom Computer zum CMTS und damit dem Internet ermöglicht. In den aktuellen Anschlussendgeräten ist bereits ein MTA (Multimedia Terminal Adapter) integriert, der VoC über das Fernsehkabel ermöglicht. Reine Kabelmodems der Hersteller Cisco Systems und Motorola gibt es heutzutage nur noch bei Bestandskunden. Seit dem 1. August 2016 hat man als Kunde die Möglichkeit den Router frei zu wählen. So kann man sich für ein Unitymedia-Mietgerät oder ein eigenes Gerät entscheiden. Der Service bei einem eigenen privaten Router ist jedoch eingeschränkt, hier endet die Zuständigkeit des Unternehmens an der Multimediadose (MMD).[67]
- für Digitalfernsehen (DVB-C) je nach Produkt (bsw. für HD-Programmangebote): entweder ein Video-on-Demand-fähiger HD-Receiver, ein kabeltauglicher Digitaler HD-Video-Recorder (HD-DVR), ein CI+-Modul oder ein kabeltauglicher Digitalreceiver (ggf. im Fernsehgerät bereits integriert) sowie eine Smartcard zum Entschlüsseln der digitalen Signale der privaten Programme sowie Pay-TV-Angebote der Fernsehstationen.

### Fernsehen
Free-TV
Unitymedia verschlüsselte das digitale TV-Angebot zunächst mit Nagravision Aladin, das als nicht mehr sicher gilt. Im Rahmen der wettbewerbsrechtlichen Prüfung der Fusion von Unitymedia mit Kabel BW kündigte das Unternehmen an, die Grundverschlüsselung aufzugeben. Seit Januar 2013 können Kunden neben öffentlich-rechtlichen auch private Fernsehsender in Standardqualität (SD) unverschlüsselt empfangen. Ein DVB-C-Tuner ist ausreichend, um über 70 digitale Programme zu sehen.
Im Juni 2017 wurde die analoge TV-Ausstrahlung beendet und im Gegenzug die Anzahl der freiempfangbaren SD- und HD-Sender stetig erhöht.
Pay-TV
Ein Receiver bzw. CI-Modul und eine Smartcard sind für reines Pay-TV-Fernsehen sowie private Free-TV-Sender in HD-Qualität erforderlich. Es sind unterschiedliche Arten von Smartcards im Umlauf, zum Beispiel mit der Bezeichnung „UM01“ und „UM02“ sowie „I02“ und „I12“. Für die Horizon-Plattform verwendet das Unternehmen sogenannte virtuelle Smartcards, sodass der Kunde keine eigene Smartcard mehr benötigt.
Ende 2005 gründete Unitymedia den Pay-TV-Sender Arena. Dieser setzte sich in einem Bieterverfahren um die Fernsehrechte für die erste und zweite Fußball-Bundesliga gegen Premiere durch. Die Unitymedia-Tochter erhielt die Rechte für drei Jahre. Zwar verzeichnete Arena bis Ende 2006 etwa eine Million Abonnenten, schrieb jedoch von Beginn an rote Zahlen. Mitte 2007 gab Arena die Bundesligarechte vollständig an Premiere weiter, erhielt aber eine Lizenz zur Vermarktung über Kabel und Satellit. Im Jahr 2007 wurde aus Arena die Fernsehplattform arenaSAT, die über Satellit diverse Spartenkanäle ausstrahlte. Der Betrieb wurde 2010 schließlich eingestellt.
2012 kehrte Unitymedia in den Pay-TV-Bereich zurück und kündigte eine umfassende Zusammenarbeit mit Sky Deutschland an. Im Rahmen dieser Kooperation bietet Unitymedia seinen Kunden diverse Sky-Kanäle in HD-Qualität an. Außerdem betreibt der Kabelnetzbetreiber noch die aus tividi hervorgegangenen verschlüsselten Pakete DigitalTV HIGHLIGHTS, DigitalTV ALLSTARS, DigitalTV INTERNATIONAL und das Erotik-Paket, sowie die Unitymedia Videothek. Das Pay-per-View Angebot Kino auf Abruf wurde hingegen zum 1. Juli 2014 eingestellt, da auch Sky mit Sky Select diesen Dienst anbietet.
Ergänzend zur Horizon-Plattform bietet das Unternehmen seit 2015 zusätzlich Filme und Serien von Maxdome an. Damit wurde die Online-Videothek erstmals integraler Bestandteil der Tarife eines Kabelnetzbetreibers. Die Abrechnung von Maxdome erfolgt direkt über Unitymedia. Außerdem plante das Unternehmen eine Zusammenarbeit mit Netflix. In der Praxis wird die Netflix-App auf der Horizonplattform auf dem Kanal 997 und als App angeboten. Mit der Übernahme von Unitymedia durch die Vodafone Group wird in Deutschland die Horizon-Plattform nicht weiterentwickelt und langfristig durch die GigaTV-Plattform ersetzt.

### Radio
Es wird über das Kabelfernsehnetz überwiegend regionale UKW-Radioprogramme eingespeist. Diese sind von der Analogabschaltung im Juni 2017 noch nicht betroffen. Zusätzlich werden digital über DVB-C eine Vielzahl von Radioprogrammen unverschlüsselt übertragen. Außerdem gibt es gegen Bezahlung Stingray Music zuvor Music Choice. Hier werden Rund um die Uhr ohne Werbeunterbrechung oder Wortbeitrag nach Sparten Musikstücke verschlüsselt abgespielt. DAB sowie den Nachfolgestandard DAB+ werden nicht in das Kabelnetz eingespeist.
Mit der Frquenzumstellung im Oktober 2023 wurde auch im ehemaligen Kabelfernsehnetz von UM die Abschaltung von UKW-Radio vollzogen.

### Internet
Die Internettarife von Unitymedia für Verbraucher beinhalten im Einzelpaket Geschwindigkeiten von 60 und 120 Mbit/s im Download sowie jeweils 3 und 6 Mbit/s im Upload und in den Kombipaketen 30/3 Mbit/s, 150/10 Mbit/s und 400/20 Mbit/s. Die höchste Geschwindigkeit von 400 Mbit/s wurde im Januar 2016 im Netz freigeschaltet. Die Latenz ist mit über 10 ms beim Kabelinternet recht hoch. Hier beabsichtigt das Unternehmen in den nächsten Jahren einen Wert von unter 1 ms zu erreichen. Grundsätzlich ist ein Kabelanschlussvertrag keine Voraussetzung, der Internetanschluss kann bei Unitymedia auch ohne Fernsehpaket gebucht werden. Im Jahr 2011 begann man als einer der ersten Netzbetreiber mit der Umstellung seiner Anschlüsse von IPv4 auf das IPv6-Protokoll. Seit 2013 werden für neue Privatkunden ausschließlich IPv6-Adressen vergeben. Dabei kommt der problematische Dual-Stack-Lite-Modus zur Anwendung, der zahlreiche gebräuchliche Anwendungen auf der Kundenseite nicht unerheblich behindert (siehe Kritikabschnitt). Die Buchung einer festen IP-Adresse sowie IPv4 ist nur für Business-Anschlüsse möglich. Mitte Mai 2015 wurde das bis dahin eigenständigen Autonome System von Unitymedia vollständig in das der Konzernmutter integriert, ist seitdem nur noch ein Stub-AS und announced keine Routen mehr.
Im November 2015 wurde das Highspeed-Kabelroutermodem Connect-Box Compal CH7465LG des Herstellers Compal vorgestellt. Dieses Gerät verfügt über ein besseres WLAN mit 2,4 und 5 GHz parallel sowie eine Internet-Geschwindigkeit im Upload von bis zu 20 Mbit/s und ein Download (LAN) von bis zu 400 Mbit/s sowie die Möglichkeit zum Umschalten auf reinen Bridge-Modus. Es war der Nachfolger des TC7200 des Herstellers Technicolor.
Seit Ende 2017 arbeitete das Unternehmen an der Einführung des DOCSIS 3.1-Standards, um Datenraten von bis zu 10 Gbit/s im Downstream und 1 Gbit/s im Upstream zu erreichen. In Bochum, Frankfurt, Düsseldorf, Köln, Mannheim und Heilbronn wurde damit begonnen in Verbindung mit DOCSIS 3.1 und einer FRITZ!Box 6591 Cable 1 Gbit/s im Download und 50 Mbit/s im Upload anzubieten.
Geschäftskunden konnten außerdem reine Internet-Tarife buchen, wodurch ein reines Kabelmodem EPC 3208 von Cisco Systems und später ein Hitron CGNv4 zum Einsatz kam, das i. d. R. keine eigene Routing-Funktionen beinhaltet. Hierdurch sind technisch bedingt keine Telefon-Dienste über das Modem verfügbar, alternativ kam eine FRITZ!Box 6490 Cable inklusive Telefonie zum Einsatz. Hierbei wurden Geschwindigkeiten im Download von bis zu 600 Mbit/s und ein Upload von bis zu 20 Mbit/s angeboten.
Zusätzlich können Geschäftskunden einen reinen Glasfaser-Anschluss (Fibre) nutzen, mit dem jeweils 10 GBit/s im Down- und im Upload erreicht werden können. Durch Nutzung mehrerer paralleler Fibre-Anschlüsse kann diese Leistung vervielfacht werden.
Mit der Übernahme von Unitymedia durch Vodafone wurde 2019 auch ein neues Kabelroutermodem die Vodafone Station Arris TG3442DE  des Herstellers Arris International eingeführt. Es ist als neues Standardmodem DOCSIS-3.0- und -3.1-kompatibel. Jedoch hat dieses Gerät mit einigen WLAN Problemen zu kämpfen.

### Telefonie
Unitymedia bietet über das Kabelfernsehnetz keine klassische Festnetz-Telefonie über Analog- oder ISDN-Anschluss bzw. Leitungsweg an, sondern lediglich Voice over Cable bei den reinen Kabelmodems sowie Kabelroutermodem und bei den Fritz!Boxen an. Die bei Unitymedia erhältlichen Kabelmodems bzw. Kabelroutermodems für den Netzabschluss verfügen jedoch über analoge Ports (a/b-Schnittstelle via TAE- und/oder RJ11 Steckverbindung) zum Anschluss analoger Telefone oder Faxgeräte. Der Anschluss von ISDN-Geräten ist bei den von Unitymedia verwendeten Standardgeräten wie dem Technicolor TC 7200, der Connect-Box und der Vodafone-Station, welches maximal zwei Rufnummern bzw. Leitungen über zwei analogen Ports unterstützt, nicht möglich. Per aufpreispflichtiger „Komfort-Option“ bietet Unitymedia die OEM-Version FRITZ!Box 6490 Cable von AVM an, die neben den Analogports auch mit einer S0-Schnittstelle zum Anschluss von ISDN-Endgeräten ausgestattet ist und außerdem über DECT verfügt. Allerdings ist hierbei zu beachten, dass über den vorhandenen S0-Port an der FRITZ!Box und über das Breitbandkabelnetz von Unitymedia nicht alle ISDN-Dienstmerkmale abgebildet bzw. unterstützt werden. Darüber hinaus erlaubt diese Konfiguration keine leitungstechnische Not- bzw. Fernspeisung, da das CMTS diese Standardfunktion der klassischen Vermittlungsstelle im DSL-Bereich nicht bietet. Dies ist beim Hausnotruf sowie bei Einbruchmeldeanlagen problematisch.
Unitymediakunden können aus diversen Flatrates für deutsche, europäische oder internationale Festnetze und Mobilfunknetze wählen. 2014 testete die Zeitschrift connect in ihrem jährlichen Festnetztest die Telefonie von Unitymedia und beurteilte sie mit „sehr gut“. Unitymedia und die Marke Kabel BW erreichten Platz 2 und 3 hinter der Deutschen Telekom. Positiv bewertet wurde unter anderem der vergleichsweise schnelle Verbindungsaufbau. Doch auch in diesem Netztest zeigte sich wie schon in den Vorjahren erneut deutlich, dass bei Kriterien wie der Rufaufbau- oder Sprachlaufzeit die Referenzwerte klassischer ISDN-Anschlüsse bei weitem nicht erreicht werden.

### Mobilfunk
Seit 2011 konnten Unitymedia-Kunden auch Mobilfunkverträge abschließen, hierzu kooperierte das Unternehmen mit Telefónica Germany. Im November 2016 wurde damit begonnen, über die Unitymedia Stores sowie online Smartphones und Tablets zu vertreiben. Aufgrund der Übernahme durch die Vodafone Group wird das Mobilfunkangebot sowie die Zusammenarbeit mit O2 wie bereits bei Vodafone Kabel Deutschland geschehen auch bei Unitymedia eingestellt und bei Neukunden bzw. Neuverträge ausschließlich Vodafone-Mobilfunkprodukte angeboten.

## Kritik
2007 mahnte die Verbraucherzentrale Nordrhein-Westfalen Unitymedia ab. Grund war die Preiserhöhung für analoges Kabelfernsehen, die den Eindruck erweckte, der digitale Anschluss werde in Zukunft weniger Kosten verursachen. Die Preiserhöhung führte zu zahlreichen Beschwerden betroffener Kunden. Zwar räumte das Unternehmen ein außerordentliches Kündigungsrecht ein, jedoch genügte dieser Schritt nach Ansicht der Verbraucherzentrale nicht den rechtlichen Anforderungen. Sie klagte vor dem Landgericht Köln auf Unterlassung, im Juni 2008 gab Unitymedia eine entsprechende Unterlassungserklärung ab. Später wurden Beschwerden der Kabelkunden laut, Unitymedia berechne unerwünschte TV-Pakete. Außerdem geriet das Unternehmen 2009 in die Kritik, irreführende Werbung für digitales Fernsehen zu betreiben.

### Unsauberer Kundenfang
2010 wurde dem Unternehmen vorgeworfen, dass Mitarbeiter Zutritt zu Wohnungen mit dem Vorwand erbaten, dort den Pegel der Antenne zu messen. Tatsächlich ging es den „Medienberatern“ darum, potenziellen Kunden weitere Verträge anzubieten. Unitymedia stellte auf Anfrage klar, dass es dem Außendienst eindeutig untersagt sei, notwendige Messungen als Vorwand zu nutzen, um Verkaufsgespräche einzuleiten. Dennoch enthielten interne Unterlagen nach Angaben des c’t-Magazins derartige Anweisungen. Bereits 2009 gab es Berichte, Mitarbeiter von Unitymedia hätten sich im Namen des Dortmunder Wohnungsunternehmens DOGEWO21 bei Mietern vorgestellt und anschließend Kabelverträge verkauft. Damals erklärte Unitymedia ebenfalls, ein solches Verhalten werde nicht akzeptiert. Gleichzeitig verwies Unitymedia auf sein berechtigtes Interesse, Kontrollen bei Nichtzahlern durchzuführen.

### Streit um Netzentgelte
2013 entfernte Unitymedia KabelBW den Norddeutschen sowie den Bayerischen Rundfunk aus dem analogen Kabelfernsehen, was Zuschauer kritisierten. Hintergrund waren unterschiedliche Auffassungen der Kabelnetzbetreiber sowie der öffentlich-rechtlichen Sender ARD und ZDF, welche seit Ende 2012 keine Gebühren mehr für die Einspeisung ihrer Programme entrichteten. Nach Angaben des Norddeutschen Rundfunks waren etwa 30 Prozent aller Haushalte mit Kabelanschluss von der Änderung betroffen. Unitymedia KabelBW erklärte, die betroffenen Sender würden keinen Wert auf die Verbreitung ihrer Programme legen und ersetzte die Programme teilweise durch Angebote der RTL Group und ProSiebenSat.1 Media. Außerdem reichte das Unternehmen im Oktober 2013 unter anderem Klage gegen das ZDF beim Verwaltungsgericht Mainz ein. Im April 2018 wurde der jahrelange Streit zwischen den öffentlich-rechtlichen Sendern sowie Unitymedia beigelegt und die neu geschlossene Vereinbarung mit der ARD gilt zunächst für zehn Jahre, mit dem ZDF für sechs Jahre. Am 22. Januar 2019 hatte Unitymedia das Deutschlandradio aus dem Kabelnetz entfernt, da der Sender kein Interesse an der Verbreitung hätte. Unitymedia erklärte, dass der Sender den Verbreitungsvertrag für den Deutschlandfunk, Deutschlandfunk Kultur und Deutschlandfunk Nova zum Ende des Jahres 2018 gekündigt habe. Nach einem Jahr Abstinenz werden seit dem 21. Januar 2020 Deutschlandfunk, Deutschlandfunk Kultur, Deutschlandfunk Nova sowie der neue Sonderkanal Dokumente & Debatten digital über DVB-C eingespeist.

### Netzneutralität
Im Zuge der Debatte über die Netzneutralität sowie die Definition des technischen und rechtlichen Netzabschlusses stand u. a. auch Unitymedia in der Kritik, da seit 2013 in den Tarifen für Privatkunden nur noch Zwangsrouter zum Einsatz kamen. Der Betrieb eigener Hardware am Anschluss wurde dadurch eingeschränkt. Lediglich in den Tarifen für Geschäftskunden für den reinen Internetanschluss ohne Telefonie wurden noch transparente Modems bereitgestellt, die den technisch einwandfreien Anschluss eigener Hardware erlauben. Besonders problematisch erwies sich in diesem Zusammenhang die flächendeckende Einführung des von vielen Kunden gewünschten Kombigerät Technicolor TC 7200 zum 1. Juli 2013. Das TC 7200 bietet Kabelmodem, LAN- und WLAN-Router in einem Gerät. Sowohl Unitymedia als auch Kabel BW hatten in diesem Gerät die grundsätzlich bestehende Möglichkeit zum Umschalten auf den reinen Bridge-Modus deaktiviert. Außerdem hat dieses Gerät mit technischen Problemen, wie zum Beispiel schlechter WLAN-Geschwindigkeit, zu kämpfen. Das trifft insbesondere im Zusammenhang mit der ebenfalls kritisierten Implementierung des IPv6 Dual-Stack Lite zu. Zum 1. August 2016 wurde der Routerzwang aufgehoben.

### Unitymedia WifiSpot
Im Mai 2016 kündigte Unitymedia an, dass ihre Kunden unter Verwendung der Kunden-WLAN-Router einen WLAN-Hotspot bekommen würden. Hierbei muss sich der Kunde vorab auf der Unitymedia-Internetseite anmelden, um den Unitymedia WifiSpot nutzen zu können. Kunden, die nicht innerhalb von vier Wochen Widerspruch einlegen, öffnen ihren Router automatisch für „Gäste“. Hierbei wird ein zweites WLAN auf den Unitymedia-Mietrouter eingerichtet. Die Störerhaftung übernimmt dabei der Netzbetreiber. Die Verbraucherzentrale Nordrhein-Westfalen verklagte das Unternehmen wegen dieser Praxis und bekam beim Landgericht Köln in erster Instanz recht. Das Oberlandesgericht Köln hatte die Klage jedoch abgewiesen, eine ausdrückliche Zustimmung der Nutzer sei nicht erforderlich. Allerdings muss für Kunden die Möglichkeit bestehen, durch einen Widerspruch aus dem System auszusteigen. Die Verbraucherzentrale Nordrhein-Westfalen hat Revision beim Bundesgerichtshof eingelegt. Der BGH urteilte, dass ein Widerspruchsrecht ausreiche, sodass Unitymedia die Rechte der Kunden nicht verletzt hat.

### Kabelrouter Zwangstausch
Im Zuge der Netzmodernisierung in Verbindung mit der Einführung des neuen Übertragungsstandard Docsis 3.1 führte Unitymedia auch bei Bestandskunden den Tausch auf eine aktuelle Fritzbox durch. Betroffen sind die Fritzbox-Modelle 6591 (derzeit mit Fritz OS 07.03) und 6490 (derzeit mit Fritz OS 07.10.). Da mittel- bis langfristig alle Kunden auf Docsis 3.1 umgestellt werden sollten, konnte vielen Nutzern auch ein Wechsel auf das Kabelroutermodem Vodafone Station drohen, die mit technischen Problemen zu kämpfen hatte. Es wurde dem Kunden bei der Umstellung nur 10 Tage Zeit eingeräumt um diese Änderung durchzuführen, wurde die Frist überschritten stand man ohne Internet und Telefonie da, da die alte Box automatisch deaktiviert wurde. Die alte, überlassene Hardware war innerhalb von 14 Tagen zurückzusenden. Anfang 2020 standen Unitymedia-Kunden nach dem Zwangstausch ihres Kabelrouters allerdings vor der unschönen Situation, dass die neue Fritzbox Cable 6591 ein gebrandetes Fritz OS 7.03 hat, während die alte Fritzbox Cable 6490 bereits auf einem gebrandeten Fritz OS 7.10 lief. Das führt beim Wechsel des Kabelrouters und möglicherweise auch im weiteren Betrieb zu Problemen. Ein Wechsel der Konfiguration von der alten gebrandeten weißen Cable 6490 in eine neue gebrandete Cable 6591 war nicht möglich.